# Aït Chafâa
Aït Chafâa é uma cidade e comuna localizada na província de Tizi Ouzou, Argélia. Em 2008, sua população era de 3 775 habitantes.